# Грабље (Љубиње)
Грабље (Србац-Грабље) су насељено мјесто у општини Љубиње, Република Српска, БиХ.

## Становништво
| Демографија | Демографија | Демографија |
| Година      | Становника  | Становника  |
| ----------- | ----------- | ----------- |
| 1948.       | 135         |             |
| 1953.       | 119         |             |
| 1961.       | 101         |             |
| 1971.       | 91          |             |
| 1981.       | 88          |             |
| 1991.       | 81          |             |